# Echenais leucocyana
Echenais leucocyana är en fjärilsart som beskrevs av Charles Andreas Geyer 1837. Echenais leucocyana ingår i släktet Echenais och familjen Riodinidae. Inga underarter finns listade i Catalogue of Life.